# Alexander Pollock (Politiker)
Alexander Pollock (* 21. Juli 1944) ist ein britischer Politiker.

## Politischer Werdegang
Bei den Unterhauswahlen im Februar 1974 setzte sich die SNP-Politikerin Winnie Ewing im Wahlkreis Moray and Nairn gegen den Konservativen Gordon Campbell durch, welcher den Wahlkreis seit 1959 im britischen Unterhaus vertrat. Bei den folgenden Wahlen im Oktober 1974 trat Pollock als Nachfolger Campbells für die Konservativen erstmals zu Wahlen auf nationaler Ebene an. Er unterlag Ewing mit einer Differenz von nur 367 Stimmen. Obschon Pollock bei den Unterhauswahlen 1979 seinen Stimmenanteil nur geringfügig erhöhen konnte, setzte er sich knapp gegen Ewing durch und zog in der Folge erstmals in das britische Unterhaus ein.
Zum Ende der Wahlperiode wurde Pollocks Wahlkreis Moray and Nairn aufgelöst. Zu den folgenden Unterhauswahlen 1983 bewarb sich Pollock daher um das Mandat des neugeschaffenen Wahlkreises Moray, in dem weite Teile des vorherigen Wahlkreises aufgegangen waren. Pollock gewann die Abstimmung knapp vor dem SNP-Kandidaten Hamish Watt. Nach Stimmverlusten schied er bei den Unterhauswahlen 1987 aus dem House of Commons aus. Das Mandat ging an die SNP-Politikerin Margaret Ewing, Schwiegertochter von Winnie Ewing. Im Parlament sind 350 Wortbeiträge Pollocks verzeichnet.